# Herman Major Schirmer

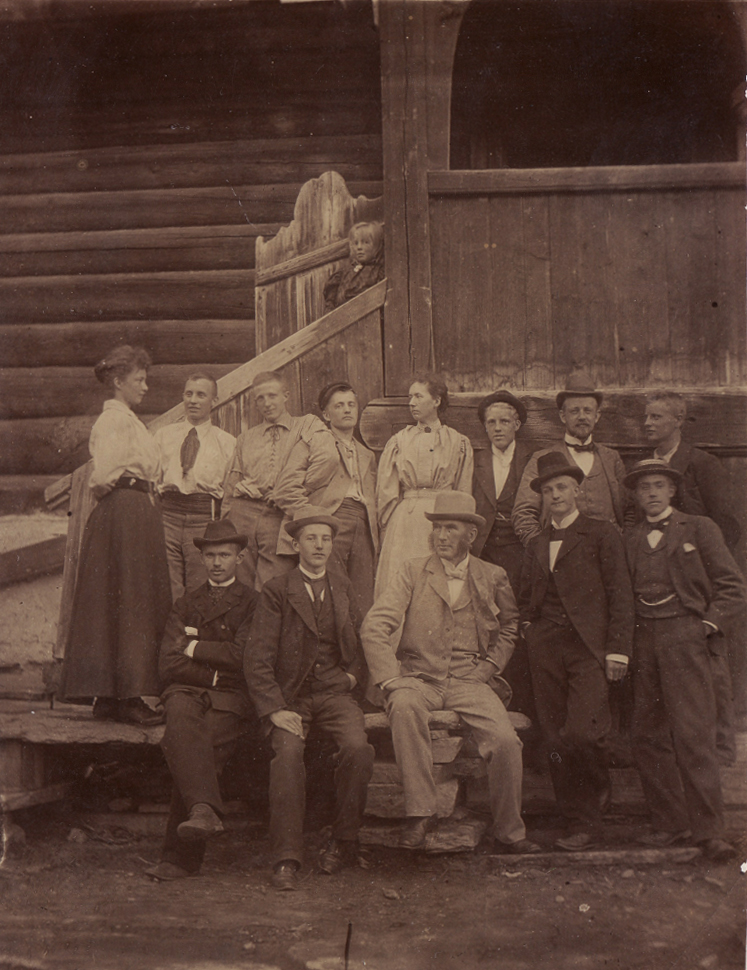
Herman Major Schirmer (in der ersten Reihe im hellen Anzug) mit seinen Studenten, um 1890 in Heidal, beim Studium der alten norwegischen Holzarchitektur.

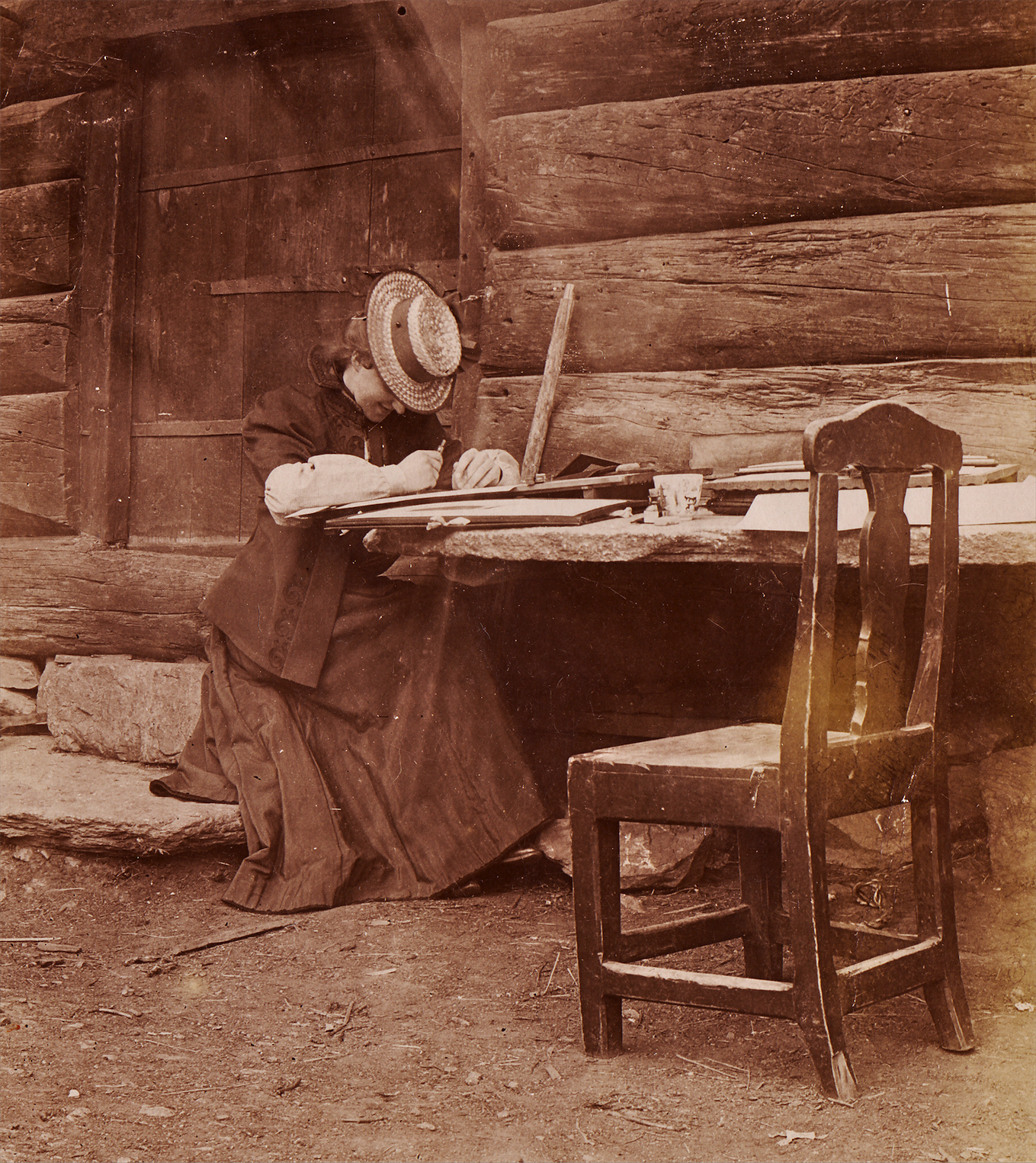
Ein Bild zu seiner Architekturstudie über Heringstad und Fotografie von Herman Major Schirmer

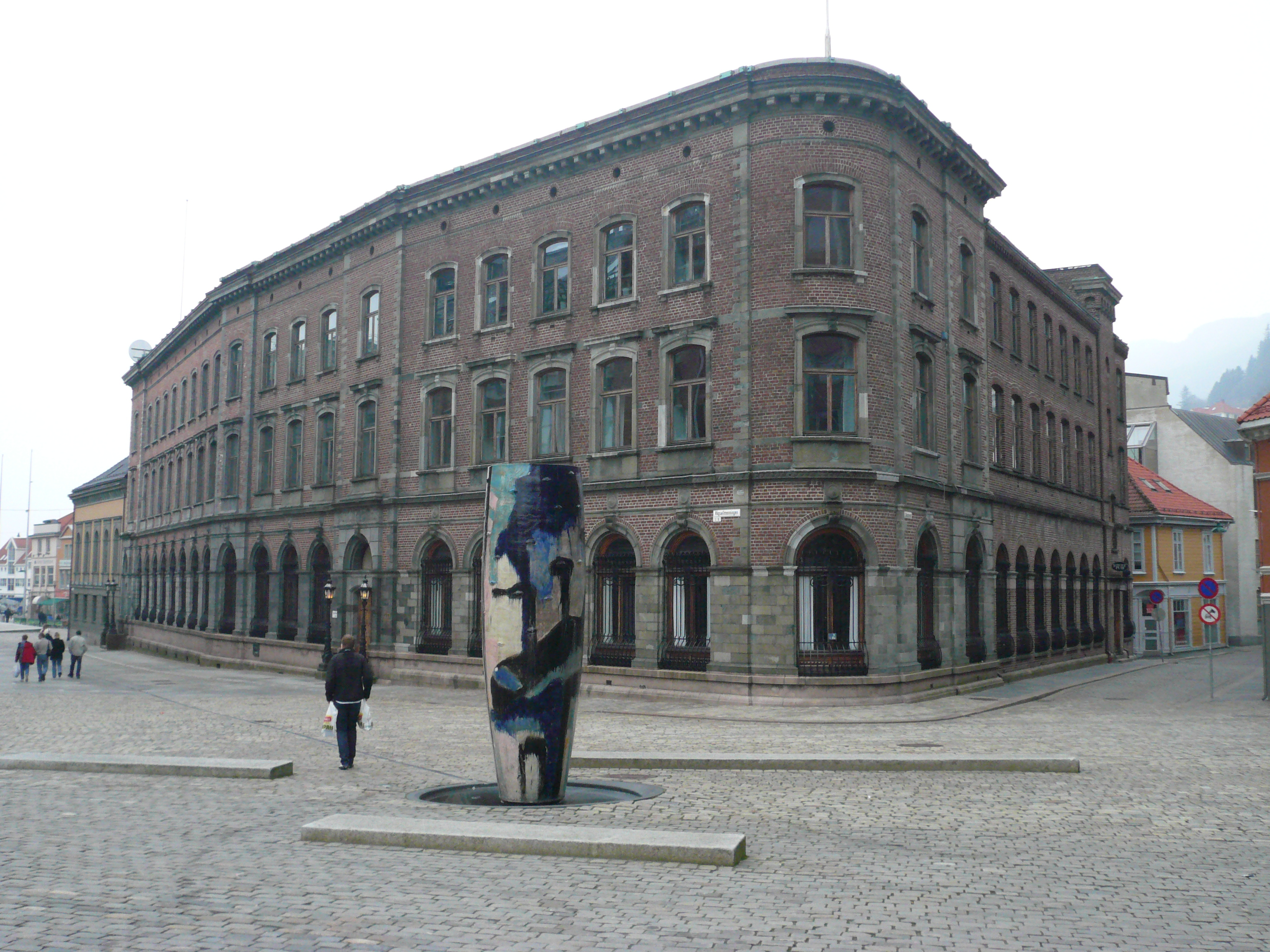
Bergens Kreditbank, in italienischer Neorenaissance gebaut 1876 von Herman Major Schirmer

Herman Major Schirmer (* 20. Juni 1845 in Christiania; † 11. April 1913 ebenda)
war ein norwegischer Architekt, Architekturhistoriker und Reichsantiquar deutscher Abstammung.

## Leben
Nach der Schulbildung begann er mit seiner beruflichen Vorbereitung für die spätere Ausbildung zum Architekten. Sein Vater Heinrich Ernst Schirmer nahm ihn mit zu Studienreisen in sein Heimatland nach Deutschland und machte ihn mit dem deutsch-norwegischen Maler und Architekten Franz Wilhelm Schiertz aus Bergen bekannt, wodurch er seine ersten beruflichen Erfahrungen sammelte. Anschließend begann er ein Studium an der Dresdner Kunstakademie (1866–68). Nach einer weiteren Studienreisen in Italien, der Schweiz, Deutschland und Schweden, kehrte er 1869 nach Christiania (Oslo) zurück. Dort arbeitete er zunächst als selbstständiger Architekt und war an verschiedenen öffentlichen Bauten in Norwegen beteiligt, wie z. B. das Hotell Royal in Oslo, Villen am Frognersæteren, einer Kirche in Hamar und der Bergens Kreditbank. 
Von 1873 bis 1884 lehrte er Architektur und von 1884 bis 1911 Gestaltung und Ornamentik an der Staatlichen Schule für Kunst und Gestaltung (Statens Håndverks- og Kunstindustriskole), die heute zur Kunsthochschule Oslo gehört. Er war maßgeblich an der Weiterentwicklung seiner Akademie beteiligt und prägte eine ganze Generation norwegischer Architekten seiner Zeit. Mit Studenten und jungen Architekten machte er mehrere wissenschaftliche Studienreisen (1895–1912) durch Norwegen, um traditionelle norwegische Volksbauweisen zu dokumentieren bzw. zu erforschen. Schirmer publizierte dazu mehrere Schriften und Abhandlungen, weiterhin auch zur mittelalterlichen Architektur in Norwegen, der Baukultur im Mittelalter, Studien zum Nidarosdom in Trondheim, sowie zum zeitgenössischen Bauen. Durch die Unterstützung der norwegischen Vereinigung junger Architekten (Yngre arkitektforening) wurde er 1891 in den Vorstand der Fortidsminneforeningen (Verein für den Erhalt kulturhistorischer Denkmäler) gewählt. Weiterhin war er, in den damals zunächst noch schwedischen Riksantikvarieämbetet (Reichsantiquaramt für Denkmalpflege) für Norwegen tätig. Von 1912 bis zu seinem Tod 1913, war er der erste norwegische Reichsantiquar, norwegisch: Riksantikvar (Leiter der staatlichen Behörde des Denkmalschutzes- und Pflege).

## Familie
Herman Major Schirmer ist der Sohn des Architekten Heinrich Ernst Schirmer und seiner Frau Sophie Ottilie Schirmer, geb. Major (1821–1861) und der Bruder des norwegischen Architekten Adolf Schirmer. Er war verheiratet mit Annette Magdalene Riis Wiese (* 18. September 1874; † 11. Juli 1927). Benannt wurde er nach seinem Onkel, dem Psychiater Herman Wedel Major (1814–1854), der im September 1854 beim Untergang des amerikanischen Passagierdampfers Arctic bei Kap Race ums Leben kam.